# Le Règne de la Quantité et les Signes des Temps
Le Règne de la Quantité et les Signes des Temps est un livre de René Guénon paru en 1945. Le livre se présente comme une explication globale, basée sur les données traditionnelles, des conditions cycliques qui ont amené au monde moderne, en général, et à la Seconde Guerre mondiale, en particulier. Le livre fut publié avec le fort soutien de Jean Paulhan chez Gallimard, qui créa la collection « Tradition » uniquement pour Guénon. Le livre qui répondait à l'ambiance apocalyptique de la sortie de la guerre fut un tel succès qu'il fut épuisé en deux mois et réédité deux fois rapidement.

## Conception de l'histoire selon Guénon
Pour Guénon, l'histoire n'est que le reflet d'un vaste processus cosmique prenant lui-même sa source dans la dimension métaphysique, intemporelle. En conséquence, l'histoire en tant que science découle de la doctrine métaphysique. Dans la perspective traditionnelle, le temps demeure une notion purement contingente du monde manifesté et ne tire sa réalité que de principes immuables. Il a été souligné par plusieurs auteurs, qu'une telle conception de l'histoire s'oppose diamétralement à celle d'Hegel qui enferme, au contraire, sa métaphysique dans la sphère du temporel,,. Plus précisément, comme l'explique Georges Vallin, dans la pensée de Hegel, le mystère intemporel de la non-dualité, de la « coïncidence des opposés », que l'on trouve chez Guénon, est remplacé par « une dialectique temporelle de la thèse et de l'antithèse ». Pour Vallin, cet enfermement dans le temps de la condition humaine en opposition à la « perspective métaphysique » de Guénon se poursuivit avec le Martin Heidegger d'Être et Temps. Pour Guénon, un tel enfermement de l'histoire dans le temps coupé de toute réalité transcendante prend une dimension satanique qui explique la chute du monde moderne : comme l'écrit Jean-Pierre Laurant, « l'histoire affirmant son autonomie [dans la sphère du temporel] et la liberté de l'homme dans une création continue faite par lui » devient, pour Guénon, « le Mal [qui désormais devient] le véritable moteur de l'histoire  ».

## Contenu

### Le titre
Guénon a écrit le livre essentiellement en 1942.

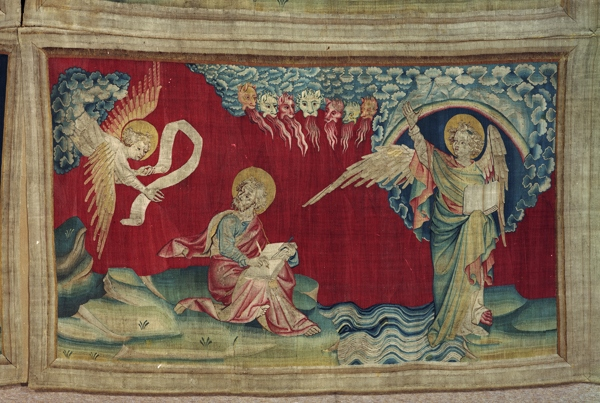
L'ange annonce à Saint-Jean la venue prochaine du jugement divin des nations annoncée dans le livre de l'Apocalypse, Tenture de l'Apocalypse d'Angers.

La première partie du titre du livre (Le Règne de la quantité) renvoie au mouvement descendant du cycle de l'humanité qui l'attire vers son pôle inférieur, le pôle « substantiel ». Dans la manifestation dans sa totalité, le pôle substantiel est ce qui correspond à la materia prima dans le langage de la scolastique en particulier chez Saint Thomas d'Aquin,. D'après Guénon, la materia prima correspond à Prakriti dans l'hindouisme : c'est une « puissance pure » dénuée de toute propriété qualitative, souvent symbolisée par les « eaux primordiales » comme au début de la Genèse. Maintenant, si on ne considère pas la manifestation dans sa totalité, mais un monde spécifique comme le monde corporel dans lequel évoluent les êtres humains, le pôle substantiel n'est substantiel que d'un point de vue relatif : on parle de materia secunda. Ce n'est pas une puissance pure et, donc, n'est pas dénué de toute détermination qualitative, même si par rapport à ce monde spécifique cette materia secunda est ce qu'il y a de moins qualitatif. À la suite de  Saint Thomas d'Aquin, Guénon déclare que la materia secunda de notre monde corporel est materia signata quantitate. En d'autres termes, la seule propriété de ce qui sert de substance ou de « brique élémentaire » à toutes les formes corporelles n'a qu'une seule propriété qualitative : celle de la quantité. Point capital qui explique l'importance du nombre, et plus généralement des mathématiques, dans la description de ce que les physiciens appellent la matière, même si, comme l'explique Guénon, le terme moderne spécifique de matière, qu'il juge contradictoire, ne s'identifie pas totalement à la materia secunda. La puissance des mathématiques dans la description de notre monde matériel est liée à cette propriété de la substance du monde corporel. Toujours est-il que la chute associée à la descente du cycle de l'humanité s'accompagne donc d'un rapprochement de plus en plus important du pôle substantiel du monde corporel dont la seule propriété est la quantité et donc du règne de la quantité par éloignement progressif de toutes les autres propriétés qualitatives. Le « pôle lumineux » ou essentiel de la manifestation, Purusha dans l'hindouisme, est le principe qui donne naissance aux formes, aux existences à partir de la substance primordiale. Il est symbolisé par l'« Esprit divin » au-dessus des eaux dans la Genèse ou par le soleil qui se reflète dans l'eau. Il est au contraire purement qualitatif : le qualitatif est un attribut de l'essence. La descente au cours du cycle de l'humanité correspond à un obscurcissement de ce pôle. Pour résumer, le déroulement du cycle de l’humanité correspond à une chute du pôle essentiel vers le pôle substantiel (caractérisé par la quantité pure dans le monde où évoluent les êtres humains).
L'autre partie du titre, Les signes des temps, renvoie au futur de ce monde de la quantité, à l'annonce prochaine de la « fin d'un monde », la fin du cycle de l'humanité dans la doctrine des cycles orientale, l'apocalypse, dans le Nouveau Testament. Contrairement à ses livres antérieurs, Guénon n'envisage plus la possibilité d'un retour à une civilisation traditionnelle. S'il ne fait pas référence explicite à la Seconde Guerre mondiale, il parle dans l'avant-propos « d'évènements » qui « n'ont confirmé que trop complètement, et surtout trop rapidement toutes les vues » exposées dans La Crise du monde moderne en 1927. À l'origine Guénon avait voulu que  Les signes des temps apparaissent avec la même taille de police que Le Règne de la quantité dans le titre : une erreur a fait que Les signes des temps apparurent dans la version d'origine comme dans la plupart des rééditions en plus petit ce qui mit Guénon en colère,. Il voulait, en effet, que la dimension apocalyptique du livre qui concernait le futur de l'humanité (liée aux mots Les signes des temps) soit sur le même plan que sa critique du monde moderne tel qu'il existe déjà (liée aux mots Le Règne de la quantité).

### L'épuisement du cycle de l'humanité
Les sept premiers chapitres du livre, difficiles à lire, parlent de la cosmogonie en utilisant de nombreux termes scolastiques : il s'agit, en fait, d'une réponse aux penseurs néothomistes de l'époque (Étienne Gilson, Antonin-Gilbert Sertillanges, Joseph de Finance, Réginald Garrigou-Lagrange et Jacques Maritain) avec qui il avait essayé de s'allier juste après la Première Guerre mondiale et dont il est devenu un ennemi (voir l'article principal). Ces auteurs ont traité de ces sujets en détail et Guénon présente sa version, basée sur les doctrines orientales, qu'il considère comme supérieure. S'il articule bien son discours autour des concepts de substance et d'essence (ou de matière et de forme) comme les néothomistes, Guénon va déclarer qu'ultimement cette distinction doit disparaître. D'autre part, la fin du cycle ne sera pas la fin du monde mais la fin d'un monde, contrairement à ce que disent les néothomistes. Enfin, Guénon va faire de l'humanisme, compris comme la négation de toute dimension supra-humaine, la cause même de l'apparition du monde moderne : il s'agit d'une critique directe du  livre l'Humanisme intégral publié en 1936 par Jacques Maritain. Guénon veut prouver que les néothomistes, qui ont alors une énorme influence au Vatican, se trompent et que leurs solutions pour résoudre la crise du monde moderne ne peuvent pas être les bonnes. Il est indispensable de réaliser ce contexte pour comprendre de nombreux développements doctrinaux au début de l'ouvrage.

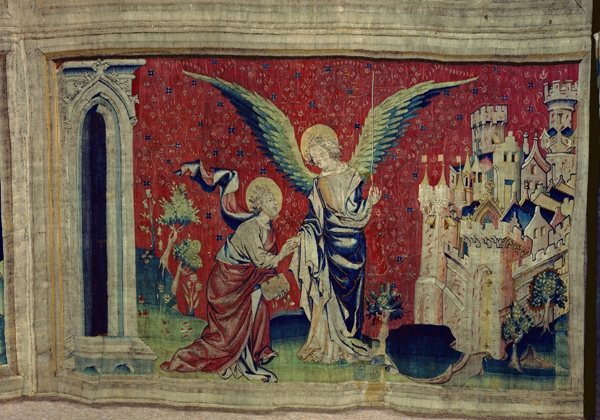
L'ange donne à Saint-Jean un roseau d'or pour qu'il mesure la Jérusalem nouvelle dont l'équilibre est le signe de la stabilité voulue par Dieu, Tenture de l'Apocalypse d'Angers. Mesurer le monde en le reliant à son principe essentiel est le but des sciences traditionnelles, d'après Guénon.

Si le « Principe » ultime, l'« Infini », introduit dans Les États multiples de l'être est non mesurable, le domaine du manifesté est, au contraire, dominé par les notions de mesure et de détermination. Ce n'est pas un hasard dit Guénon si le verbe metiri (mesurer en latin) est lié au mot materia. Le « pôle lumineux » ou essentiel de la manifestation, qui joue le rôle de l'influence divine, illumine le pôle substantiel, la materia (désigné parfois comme le chaos), pour donner naissance à l'ordre dans le chaos. C'est l'apparition de la manifestation : c'est la Fiat Lux de la Genèse,. Dans l'univers traditionnel, il s'agit d'un monde ordonné où toutes les parties sont reliées entre elles par ce geste créateur. Il est donc possible de mesurer le monde, de le connaître, tout en faisant le lien avec le pôle essentiel, c'est le but de toutes les sciences traditionnelles : d'où l'importance du symbolisme géométrique dans de nombreuses traditions. Guénon prend le contre-pied de la physique mécanique, donnant une dimension qualitative à l'espace et au temps intégrés dans une vision globale de la manifestation ; l'espace n'est pas infini. Il n'est pas seulement l'espace dans lequel se meuvent les êtres corporels. L'espace  a des propriétés qualitatives (les directions). Ceci est encore plus vrai pour le temps qui ne peut être linéaire et universel : il y a plusieurs temps selon les différents univers et les différents cycles.
Reprenant les doctrines hindoues, Guénon prétend que le déroulement d'un cycle est toujours une chute du pôle essentiel au pôle substantiel, chaque phase du cycle a ses qualités propres. Nous sommes actuellement dans la dernière phase de la dernière partie du cycle de l'humanité, le Kali Yuga, l'âge sombre, l'Âge de fer de la mythologie grecque caractérisé par la vitesse et la multiplication des évènements. Plus important encore, les propriétés de la phase du cycle influent sur l'état du monde : non seulement sur la mentalité mais sur le milieu terrestre, les deux n'étant pas dissociables,. Même les vestiges archéologiques ne peuvent pas nous renseigner complètement sur les périodes anciennes puisqu'ils ont aussi été transformés par la modification du monde avec l'avancement du cycle. Pour Guénon, cela explique pourquoi les anciens ne semblaient pas voir le monde tel que nous le voyons et lui donnaient une dimension de merveilleux que nous ne voyons plus du tout. Le Kali Yuga prend son origine durant le  IVe millénaire av. J.-C., et a un fort caractère négatif : il se caractérise par le développement des villes, des foules, de la domination du temporel sur le spirituel, du quantitatif sur le qualitatif. D'après Guénon, la dernière phase du Kali Yuga a débuté au  VIe siècle av. J.-C. avec différents évènements importants. Il apparaît, en effet, des réformes religieuses à cette époque : le confucianisme et le taoïsme en Chine, le bouddhisme en Inde, la captivité de Babylone pour les Juifs, le début de la période historique à Rome ; et, point négatif pour Guénon, l'apparition du point de vue profane en Grèce,.

### Les étapes de la chute du monde moderne
Guénon ne reprend pas en détail ici les différentes étapes de l'histoire de l'Europe comme dans La crise du monde moderne et Autorité spirituelle et pouvoir temporel : il se place sur un point de vue plus doctrinal. La descente du cycle s'accompagne d'une descente vers le pôle substantiel, la materia de la scolastique. Or, cette dernière est le principe d'individuation (principium individuationis). De cela, Guénon en déduit que l'évolution du monde moderne se traduit nécessairement non seulement par le règne de la quantité mais aussi par le triomphe de l'individualisme. La raison, la faculté intellectuelle individuelle par excellence de l'être humain, est devenue un « dogme », s'accompagnant, depuis Emmanuel Kant, de la négation de tout ce qui est d'ordre supra-individuel, notamment de l'intuition intellectuelle pure,. Tout cela débouche sur une matérialisation de toutes les activités humaines et du triomphe du domaine économique et de l'industrie. Parallèlement, il y a disparition des métiers anciens, en particulier de l'artisanat, où l'activité de l'artisan était un prolongement de son être et un support pour son développement spirituel. Les objets sont estimés par leur prix, signe du règne de la quantité.

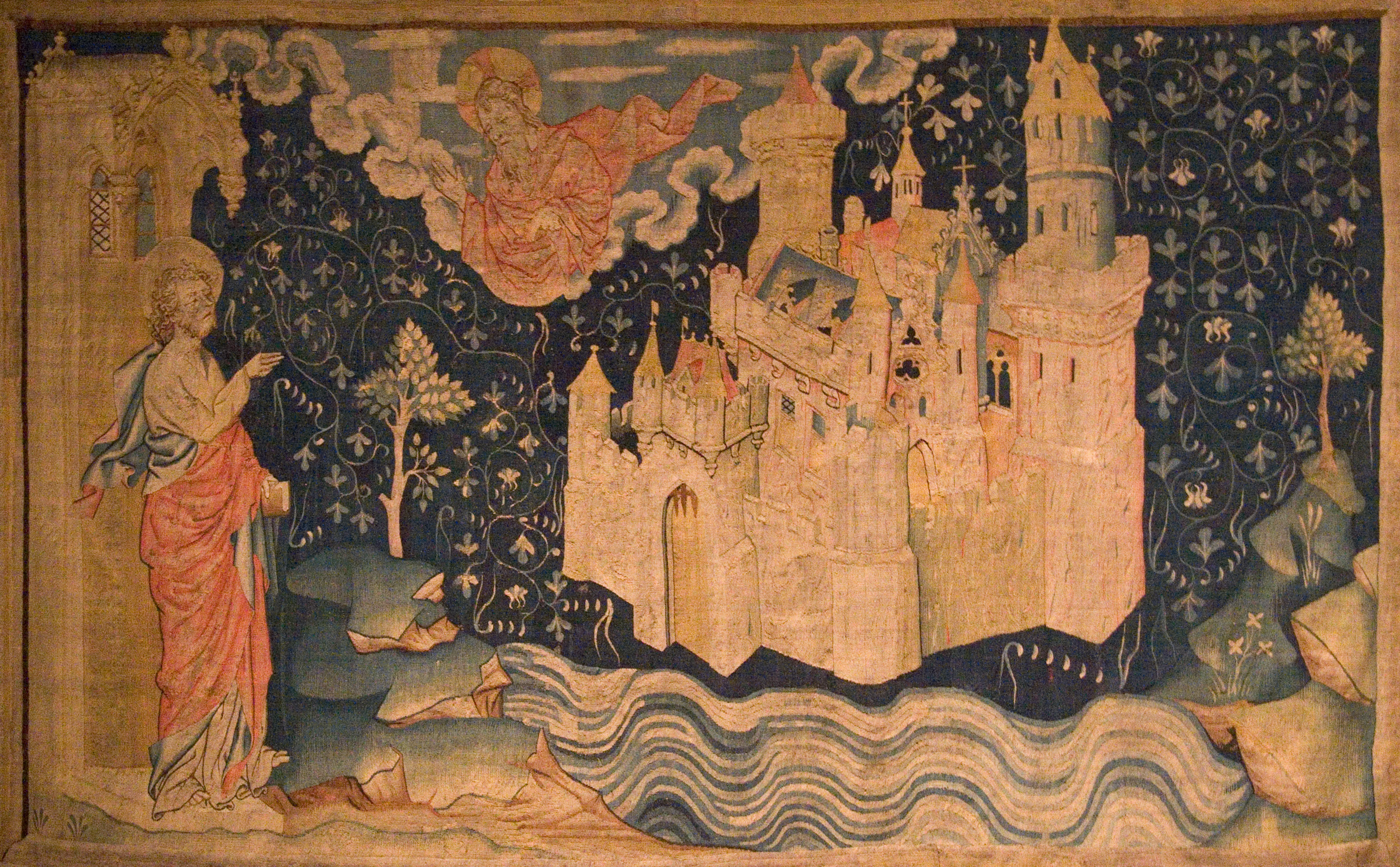
La Jérusalem céleste apparaît à l'extrême fin du cycle de l'humanité : sa forme est carrée contrairement au paradis terrestre de forme circulaire au début du cycle de l'humanité. Tenture de l'Apocalypse d'Angers.

Tout cela s'accompagne d'une dégradation de l'environnement qui devient saturé d'images négatives : la monnaie autrefois couverte de signes symboliques devient une simple valeur d'échange dont la valeur quantitative même peut disparaître très rapidement (par l'inflation),. Les matériaux nobles (bois, pierre) disparaissent au profit de métaux attachés au « feu souterrain » associé au « monde infernal » dont l'utilisation, d'après les civilisations traditionnelles, peut-être bénéfique mais aussi très maléfique si utilisée sans contrôle spirituel (d'où l'importance de la science sacrée de la métallurgie),. Tout cela a un impact considérable sur la psychologie collective (et Guénon reprend une nouvelle fois des idées de Gustave Le Bon et du roman, Nous autres d'Eugène Zamiatine où les êtres humains vivent comme dans des ruches sous un régime totalitaire, sans les citer explicitement) : uniformisation des modes de vie, nivellement par le bas, désir effréné de transparence qui pousse à exposer sa vie privée à la vue de tous (en opposition avec l'importance du secret dans le domaine du sacré), etc.
D'un point de vue cosmologique, le règne de la quantité se traduit par une « solidification » du monde. Seul le monde des sens devient perceptible, l'environnement devient de plus en plus minéral. Symboliquement, le matérialisme a formé une « coquille » qui empêche d'accéder au ciel (sous-entendu les influences spirituelles) depuis la terre. Toujours d'un point de vue symbolique, cela correspond au passage de la sphère au cube : l'Œuf du monde symbolise le début du cycle. Il se densifie progressivement pour devenir un cube, la forme la plus dense, qui implique l'arrêt de tout mouvement,. Dans le symbolisme judéo-chrétien, il s'agit du passage de Paradis terrestre de forme circulaire au début de  l'humanité à la Jérusalem céleste dont la forme carrée signale la fin du cycle à la fin de l'apocalypse,.
D'autre part le temps s'accélère (et les évènements se succèdent de plus en plus vite) et l'espace se contracte (les distances semblent moins grandes à cause des moyens de transport). La relation entre les peuples nomades et sédentaires a toujours joué un rôle important dans la description de l'histoire humaine chez Guénon. Un chapitre entier est consacré à Caïn et Abel dont la relation va servir pour décrire la fin du monde. Caïn est l'agriculteur, le sédentaire qui se fixe dans l'espace, Abel est le pasteur, le nomade qui n'édifie rien de durable. Le sédentaire est lié au principe de compression (Le temps) et le nomade au principe d'expansion (l’espace). L'équilibre de l'humanité nécessite la conciliation entre ces deux tendances. Le fait que seule l'offrande d'Abel soit acceptée par Yahweh est liée au fait que la tradition hébraïque était nomade. Pour Guénon, le meurtre d'Abel par Caïn marque le début du déséquilibre au sein de l'humanité : le début de la solidification et de la sédentarisation. Le temps dévore l'espace : l'accélération du temps (réduction des distances et des délais) conduit les peuples nomades à se sédentariser. Les villes sont l'expression ultime de cette fixation. Mais à l'ultime fin du cycle, la succession se transformera en simultanéité et donc le temps en espace (c'est pourquoi on parle de la « fin des temps »), ce qui, symboliquement, représentera l'ultime vengeance d'Abel sur Caïn.

### La fin d'un monde

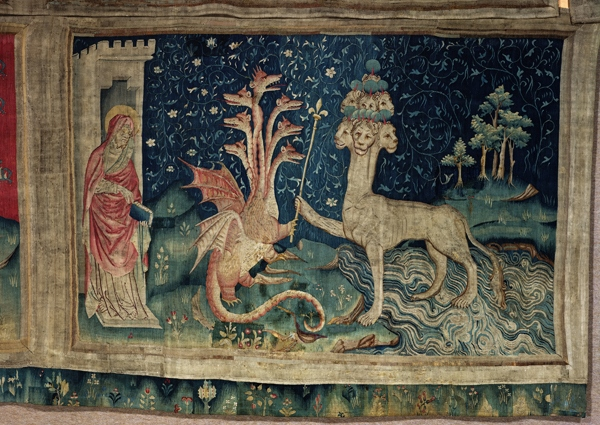
L'Antéchrist monte de la mer et remet le pouvoir (sous la forme d'un sceptre) au dragon, symbole de monstruosité. Tenture de l'Apocalypse d'Angers.

Toujours inspiré par les textes  bibliques et musulmans (et bien que cela semble surprenant à la fin de la guerre avec la montée du communisme et de la guerre froide), Guénon annonce paradoxalement, le retour du religieux à la fin du cycle après le triomphe de l'anti-tradition. L'anti-tradition ne croit qu'en l'individuel et en la raison. La démocratie libérale est la forme typique du système anti-traditionnel pour Guénon (pour être précis le communisme en est sa forme ultime). Le triomphe de la bourgeoisie laisse substituer une forme de religiosité mais qui n'est qu'un sentimentalisme basé sur une morale justifiant l'ordre bourgeois sans aucune transcendance véritable. Paradoxalement, d'après Guénon, ce monde matérialiste a un grand avantage : s'il coupe l'être humain de sa dimension transcendante, il le protège de bien pire encore. Guénon compare l'être humain matérialiste à un mollusque : sa coquille l'empêche d'accéder, par le haut, aux sphères supérieures spirituelles mais le protège, par le bas, des influences psychiques inférieures. Si le spirituel est le supra-humain et le supra-rationnel, la dernière étape du cycle de l'humanité verra l'invasion de l'irrationnel, de l'infra-humain, des forces psychiques infernales. C'est l'étape de la dissolution du monde après celle de sa solidification,. La coquille de l'humanité est fermée par le haut mais commence à se fissurer par le bas laissant pénétrer les forces démoniaques de  Gog et Magog,. Guénon donne d'abord l'exemple de la psychanalyse : il s'agit d'aller désormais fouiller dans le « bourbier » de l'infra-humain (le subconscient ou l'inconscient). Pire encore, la psychanalyse prétend interpréter les symboles transcendants, qui pointent vers le supra-humain, à partir de cet infra-humain. D'après Guénon, si les interprétations sexuelles des mythes (par exemple des contes de fées) de la psychanalyse freudienne sont encore relativement inoffensives tant elles sont grossières, les interprétations jungiennes lui semblent encore bien plus dangereuses : certains textes sacrés relevant des pratiques spirituelles les plus élevées (comme le Bardo Thödol) se voient interprétés par Jung comme des délires de maladies psychiatriques. Pour Guénon, il s'agit ici d'un exemple clair d'inversion complète de la hiérarchie normale : l'infra-humain, l'irrationnel prétend se substituer au supra-humain ou supra-rationnel,. Il est à noter que, même si les dangers de la psychanalyse ont été reconnus par les successeurs de Guénon, la vision réductrice qu'il avait de cette discipline a parfois été soulignée par certains d’entre eux,.

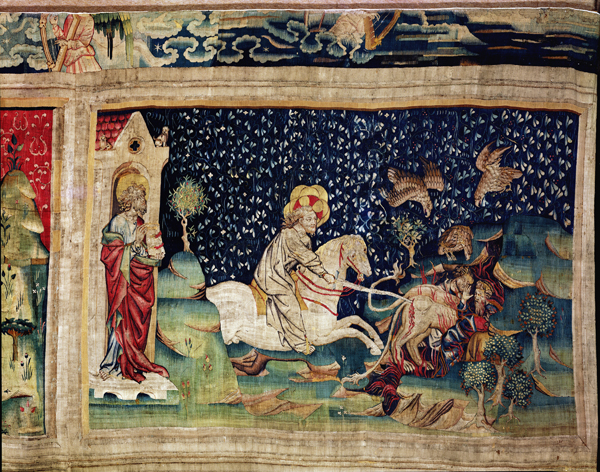
La seconde venue du Christ et le triomphe ultime contre l'Antéchrist, Tenture de l'Apocalypse d'Angers. Guénon voit plusieurs détails identiques dans la description de la seconde venue du Christ de l'Apocalypse et de la venue du dernier avatâra (Kalkî) dans l'hindouisme à la fin du cycle de l'humanité : cheval blanc, épée, diadèmes sur la tête (remplacés par des nimbes sur la tenture ici).

Dans tous les cas, cela illustre le début de ce que Guénon appelle la contre-tradition, dont les textes apocalyptiques d'Orient et d'Occident, d'après Guénon, annoncent la venue et le triomphe temporaire à l'ultime fin du cycle. Un véritable plan satanique se met en place : les forces psychiques les plus inférieures s'emparent du monde et prétendent singer les anciennes traditions spirituelles. Un renouveau du religieux apparaît après le triomphe du matérialisme. Mais les mouvements religieux correspondants  ne sont plus guidés par le spirituel  auxquels ils n'ont pas accès, mais par des forces psychiques inférieures. D'une façon générale, le monde moderne se caractérise par une confusion complète du psychique et du spirituel. Guénon voit certains signes spécifiques dans ces mouvements contre-traditionnels (qu'il appelle la « marque du diable ») : le traditionalisme qui remplace la tradition spirituelle, l'inversion des symboles, une volonté frénétique de récupérer les anciennes terres ou villes sacrées pour se donner une certaine légitimité. Le signe le plus clair est une vision manichéenne donc dualiste du monde, c'est-à-dire que le monde est conçu entièrement comme la lutte du bien contre le mal comme si Satan pouvait être mis au même niveau que Dieu. Au contraire, ultimement, le « Principe » est non duel. Le mal n'a aucune existence absolue mais uniquement relative : le bien triomphe partout et toujours malgré les apparences.

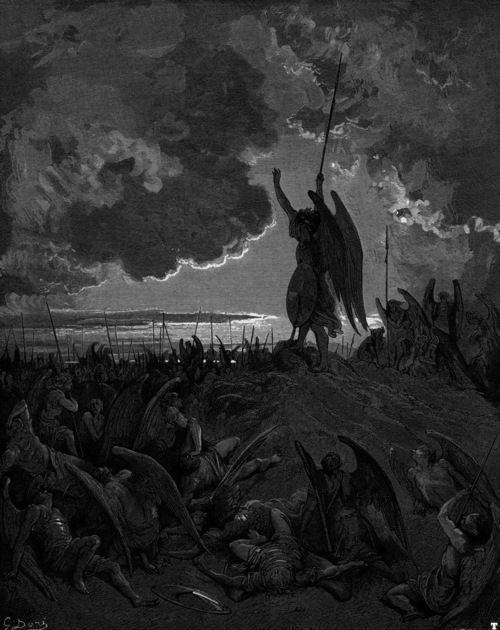
Satan parle au conseil de l'enfer, 1866. Illustration du Paradis perdu de John Milton par Gustave Doré.

Au stade ultime, l'initiation sera remplacée par une contre-initiation, qui au lieu de conduire vers le supra-humain conduira à l'infra-humain,,. Alors que l'anti-tradition se caractérisait par l'égalitarisme, il y aura un retour à la hiérarchie, mais une hiérarchie spirituelle complètement inversée : ce sera la « grande parodie » qui verra le triomphe apparent et temporaire de l'Antéchrist qui règnera sur une caricature de « saint-empire »,. Ce ne sera plus le règne de la quantité mais une caricature de la qualité. À un lecteur qui demandait après la guerre si Hitler n'était pas cet Antéchrist dont il parlait, Guénon lui répondit qu'il lui faisait beaucoup trop d'honneur et que la fin de la guerre avait montré que ce n'était pas le cas laissant supposer que ce sera bien pire encore. Guénon déclare, d'autre part, que le règne de l'Antéchrist aura un caractère mécanique comme toutes les productions du monde moderne et que les êtres humains se transformeront en êtres mi hommes mi machines :  « le faux est forcément aussi l’« artificiel », et, à cet égard, la « contre-tradition » ne pourra pas manquer d’avoir encore, malgré tout, ce caractère « mécanique » qui est celui de toutes les productions du monde moderne dont elle sera la dernière ; plus exactement encore, il y aura en elle quelque chose de comparable à l’automatisme de ces « cadavres psychiques » dont nous avons parlé précédemment, et elle ne sera  d’ailleurs, comme eux, faite que de « résidus » animés artificiellement et momentanément, ce qui explique encore qu’il ne puisse y avoir là rien de durable ; cet amas de « résidus » galvanisés, si l’on peut dire, par une volonté « infernale », est bien, assurément, ce qui donne l’idée la plus  nette de quelque chose qui est arrivé aux confins mêmes de la dissolution ».

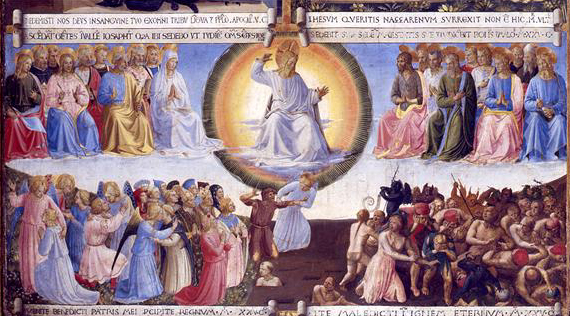
Pour Guénon, le triomphe apparent de la « contre-tradition » se terminera par le nouveau triomphe de la Tradition lors de la fin du cycle (décrit comme la parousie dans le christianisme). Bien que présenté sous une forme pessimiste, le monde moderne a un sens dans l'ordre métaphysique. Armadio degli Argenti, œuvre sur bois de Fra Angelico, entre 1451 et 1453.

Bien qu'apparemment pessimiste, cette présentation de l'avenir se place, d'après Guénon, dans l'ordre des choses. Même la descente du cycle a sa place dans la dimension métaphysique, dans un « plan divin » ,: il s'agit d'épuiser définitivement les facultés inférieures de l'humanité avant l'arrivée d'un nouveau cycle. La somme des désordres concourt à l'ordre global. Le désordre lié à la fin du cycle est inévitable comme l'extrême vieillesse de l'être humain. Guénon n'annonce pas le New Age, mais un nouvel Âge d'or qui apparaîtra uniquement après le règne de l'Antéchrist, lorsque ce dernier aura été vaincu par ce qui est appelé le Messie dans le Judaïsme, la seconde venue du Christ dans le christianisme (parousie) et l'islam, le dernier avatâra  (Kalkî) dans l'hindouisme, le Bouddha Maitreya dans le bouddhisme. D'autre part, Guénon rappelle, en conclusion, que le monde des phénomènes n'est que le monde des illusions. La dimension spirituelle est au-delà de la forme, pour celui qui sait l'atteindre, il ne s'agit que du spectacle de l'enchainement des cycles. Encore une fois, la fin du cycle n'est ni maléfique ni bénéfique, ultimement elle fait partie de l'ordre des choses, c'est pourquoi, il conclut :
« 
Nous avons parlé tout d’abord comme si les deux points de vue « bénéfique » et « maléfique » étaient en quelque sorte symétriques ; mais il est facile de comprendre qu’il n’en est rien, et que le second n’exprime que quelque chose d’instable et de transitoire, tandis que ce que représente le premier a seul un caractère permanent et définitif, de sorte que l’aspect « bénéfique » ne peut pas ne pas l’emporter  finalement, alors que l’aspect « maléfique » s’évanouit entièrement, parce que, au fond, il n’était qu’une illusion inhérente à la « séparativité ». Seulement, à vrai dire, on ne peut plus alors parler proprement de « bénéfique », non plus que de « maléfique », en tant que ces deux termes sont essentiellement corrélatifs et marquent une opposition qui n’existe plus, car, comme toute opposition, elle appartient exclusivement à un certain domaine relatif et limité ; dès qu’elle est dépassée, il y a simplement ce qui est, et qui ne peut pas ne pas être, ni être autre que ce qu’il est ; et c’est ainsi que, si l’on veut aller jusqu’à la réalité de l’ordre le plus profond, on peut dire en toute rigueur que la « fin d’un monde » n’est jamais et ne peut jamais être autre chose que la fin d’une illusion.
 »

### Réception
Le livre qui répondait à l'ambiance apocalyptique de la sortie de la guerre fut un tel succès qu'il fut épuisé en deux mois et réédité deux fois rapidement. Il fut traduit en anglais en 1953 par Lord Northbourne.
Cependant la réception de l'œuvre de Guénon allait fortement s'épuiser face aux deux nouveaux mouvements dominants : le communisme et l'existentialisme,. En posant que « l'existence précède l'essence », Jean-Paul Sartre poussait à l'extrême le processus de chute vers le pôle substantiel (le « néant » dans le langage sartrien) décrit par Guénon dans le Règne de la quantité,. Comme l'a écrit Xavier Accart : « l'œuvre de Guénon n'avait ni la sympathie des staliniens, ni l'estime des sartriens  ». Simone de Beauvoir porta un jugement inverse de celui de Simone Weil : les idées « fumeuses » de Guénon ne méritent pas qu'on s'y arrête,.
Il n'y avait plus aucune passerelle entre l'univers guénonien et une vision d'un monde politico-philosophique totalement immanent associée à une ultra-valorisation de l'histoire conçue comme pure temporalité : c'était exactement ce que Guénon avait décrit comme le monde du Règne de la quantité, ! Ses livres n'attirèrent plus désormais l'essentiel de l'élite intellectuelle de la capitale. Les existentialistes fermèrent toute ouverture vers l'ésotérisme que les surréalistes avaient entrouvert.